# Rot-Weiss Essen 2009-2010
Questa voce raccoglie le informazioni riguardanti il Rot-Weiss Essen nelle competizioni ufficiali della stagione 2009-2010.

## Stagione
Nella stagione 2009-2010 il Rot Weiss Essen, allenato da Ralf Aussem, concluse il campionato di Regionalliga ovest al 5º posto.

## Rosa
| N. |                     | Ruolo | Calciatore           |
| -- | ------------------- | ----- | -------------------- |
| 1  | Germania (bandiera) | P     | Robin Himmelmann     |
| 2  | Germania (bandiera) | D     | Finn Holsing         |
| 3  | Germania (bandiera) | C     | Holger Lemke         |
| 4  | Germania (bandiera) | D     | Bartosz Broniszewski |
| 5  | Germania (bandiera) | C     | Denny Herzig         |
| 6  | Germania (bandiera) | C     | Sergej Neubauer      |
| 7  | Germania (bandiera) | C     | Markus Neumayr       |
| 8  | Germania (bandiera) | C     | Dennis Bührer        |
| 10 | Germania (bandiera) | C     | Mike Wunderlich      |
| 11 | Germania (bandiera) | A     | Sebastian Stachnik   |
| 13 | Germania (bandiera) | C     | Patrick Schnier      |
| 14 | Turchia (bandiera)  | C     | Turgul Aydin         |
| 15 | Germania (bandiera) | D     | Dirk Caspers         |
| 16 | Germania (bandiera) | C     | Michél Harrer        |
| 17 | Germania (bandiera) | C     | Robert Mainka        |
| 18 | Germania (bandiera) | A     | Markus Kurth         |

| N. |                         | Ruolo | Calciatore         |
| -- | ----------------------- | ----- | ------------------ |
| 19 | Germania (bandiera)     | D     | Kai von der Gathen |
| 19 | Germania (bandiera)     | A     | Lukas Lenz         |
| 20 | Germania (bandiera)     | P     | André Maczkowiak   |
| 21 | Germania (bandiera)     | C     | Michael Lorenz     |
| 21 | Germania (bandiera)     | A     | Marcel Stiepermann |
| 22 | Germania (bandiera)     | D     | Sebastian Zinke    |
| 23 | Germania (bandiera)     | A     | Dirk Heinzmann     |
| 24 | Germania (bandiera)     | A     | Leon Enzmann       |
| 25 | Turchia (bandiera)      | C     | Bora Karadag       |
| 28 | Germania (bandiera)     | C     | Suat Tokat         |
| 29 | Germania (bandiera)     | C     | Patrick Dutschke   |
| 31 | Italia (bandiera)       | D     | Giovanni Cannata   |
| 32 | Malawi (bandiera)       | A     | Daniel Chitsulo    |
| 34 | Burkina Faso (bandiera) | D     | Alassane Ouédraogo |
| 35 | Ucraina (bandiera)      | C     | Igor Bendovskyi    |
| 46 | Germania (bandiera)     | C     | Timo Brauer        |

## Organigramma societario
Area tecnica
- Allenatore: Ralf Aussem, Uwe Erkenbrecher
- Allenatore in seconda:
- Preparatore dei portieri: Thorsten Albustin
- Preparatori atletici:
- Analisi video:

## Calciomercato

### Sessione estiva
| Acquisti | Acquisti             | Acquisti           | Acquisti |
| R.       | Nome                 | da                 | Modalità |
| -------- | -------------------- | ------------------ | -------- |
| D        | Bartosz Broniszewski | Kaiserslautern II  |          |
| A        | Dirk Heinzmann       | Wuppertal          |          |
| C        | Denny Herzig         | Elversberg         |          |
| D        | Finn Holsing         | Werder Brema II    |          |
| C        | Holger Lemke         | Elversberg         |          |
| C        | Sergej Neubauer      | Kaiserslautern II  |          |
| C        | Patrick Schnier      | Kleve              |          |
| A        | Sebastian Stachnik   | Kaiserslautern II  |          |
| C        | Suat Tokat           | Rot-Weiss Essen II |          |

| Cessioni | Cessioni           | Cessioni               | Cessioni |
| R.       | Nome               | a                      | Modalità |
| -------- | ------------------ | ---------------------- | -------- |
| A        | Samet Alpay        | Rot-Weiss Essen II     |          |
| C        | Tayfun Çakıroğlu   | Wattenscheid 09        |          |
| D        | David Czyszczon    | Sportfreunde Lotte     |          |
| D        | Adnan Karabas      | Rot-Weiss Essen II     |          |
| C        | Jozef Kotula       | Spartak Trnava         |          |
| A        | Silvio Pagano      | Sportfreunde Lotte     |          |
| C        | Krisha Penn        | Rot-Weiss Essen II     |          |
| A        | Marcel Platzek     | Borussia M'gladbach II |          |
| A        | Chamdin Said       | Verl                   |          |
| A        | Haluk Türkeri      | Elversberg             |          |
| A        | Emrah Uzun         | Siegen                 |          |
| D        | Kai von der Gathen | Rot-Weiss Essen II     |          |
| A        | Vincent Wagner     | Rot-Weiss Essen II     |          |

### Sessione invernale
| Acquisti | Acquisti   | Acquisti | Acquisti |
| R.       | Nome       | da       | Modalità |
| -------- | ---------- | -------- | -------- |
| A        | Lukas Lenz | Siegen   |          |

| Cessioni | Cessioni       | Cessioni        | Cessioni |
| R.       | Nome           | a               | Modalità |
| -------- | -------------- | --------------- | -------- |
| A        | Sascha Mölders | FSV Francoforte |          |

## Risultati

### Regionalliga

#### Girone di andata
| Arbitro: | Kinhöfer |

|                             |           |  |
| Stachnik 32’ Wunderlich 36’ | Marcatori |  |

| Arbitro: | Winkmann |

|           |           |  |
| Erwig 32’ | Marcatori |  |

| Arbitro: | Willenborg |

|              |           |                    |
| Stachnik 65’ | Marcatori | 50’ Mann 80’ Petry |

| Arbitro: | Glasmacher |

|  |           |                            |
|  | Marcatori | 12’, 32’ Mölders 44’ Zinke |

| Arbitro: | Fischer |

|  |           |          |
|  | Marcatori | 73’ Gaus |

| Arbitro: | Brych |

|              |           |               |
| Aydogmus 71’ | Marcatori | 60’ Heinzmann |

| Arbitro: | Kempter |

|  |           |                 |
|  | Marcatori | 12’, 57’ Kialka |

| Arbitro: | Wagner |

|              |           |             |
| Bouadoud 52’ | Marcatori | 11’ Mölders |

| Arbitro: | Kampka |

|                      |           |  |
| Kurth 3’ Mölders 41’ | Marcatori |  |

| Arbitro: | Aytekin |

|  |           |                                    |
|  | Marcatori | 14’, 25’, 73’ Mölders 37’ Neubauer |

| Colonia 17 ottobre 2009, ore 16:00 CEST 11ª giornata | Bayer Leverkusen II | 0 – 0 referto | Rot-Weiss Essen | Südstadion (1 300 spett.)\| Arbitro: \| Siewer \| |
| Arbitro:                                             | Siewer              |               |                 |                                                   |

| Arbitro: | Zwayer |

|             |           |            |
| Mölders 48’ | Marcatori | 90’ Pollok |

| Arbitro: | Perl |

|                                      |           |  |
| Dondorf 8’ Wingerter 35’ Fischer 47’ | Marcatori |  |

| Arbitro: | Christ |

|  |           |             |
|  | Marcatori | 65’ Podszus |

| Arbitro: | Fleischer |

|  |           |                  |
|  | Marcatori | 15’, 90’ Mölders |

| Arbitro: | Trautmann |

|                  |           |                        |
| Mölders 38’, 56’ | Marcatori | 9’ Johansson 31’ Aydın |

| Arbitro: | Robke |

|  |           |                               |
|  | Marcatori | 43’, 72’ Mölders 60’ Stachnik |

#### Girone di ritorno
| Arbitro: | Göpferich |

|             |           |  |
| Zellner 89’ | Marcatori |  |

| Arbitro: | Thielert |

|              |           |  |
| Stachnik 45’ | Marcatori |  |

| Arbitro: | Benedum |

|          |           |              |
| Mann 79’ | Marcatori | 19’ Chitsulo |

| Arbitro: | Drees |

|                         |           |  |
| Stachnik 52’ Herzig 67’ | Marcatori |  |

| Arbitro: | Steuer |

|  |           |                             |
|  | Marcatori | 23’ Stachnik 44’ Wunderlich |

| Arbitro: | Heitmann |

|                   |           |              |
| Binder 80’ (aut.) | Marcatori | 87’ Aydogmus |

| Arbitro: | Alt |

|  |           |                  |
|  | Marcatori | 79’ Broniszewski |

| Arbitro: | Hofmann |

|  |           |                              |
|  | Marcatori | 49’, 64’ Bouadoud 70’ Mpassy |

| Elversberg 26 marzo 2010, ore 19:00 CET 26ª giornata | Elversberg | 0 – 0 referto | Rot-Weiss Essen | Waldstadion an der Keiserlinde (350 spett.)\| Arbitro: \| Färber \| |
| Arbitro:                                             | Färber     |               |                 |                                                                     |

| Arbitro: | Robke |

|                |           |  |
| Wunderlich 80’ | Marcatori |  |

| Arbitro: | Wijnen |

|              |           |             |
| Stachnik 23’ | Marcatori | 88’ Vásquez |

| Arbitro: | Steinhaus-Webb |

|                                                     |           |  |
| Bakalorz 6’ Güvenışık 37’ Kara 84’ (rig.) Loose 87’ | Marcatori |  |

| Arbitro: | Schößling |

|                                 |           |  |
| Zinke 10’ Mainka 42’ Lorenz 90’ | Marcatori |  |

| Arbitro: | Bartsch |

|  |           |                            |
|  | Marcatori | 54’, 89’ (rig.) Wunderlich |

| Arbitro: | Frömel |

|                                              |           |           |
| Wunderlich 67’ D.Szabo 75’ (aut.) Mainka 79’ | Marcatori | 82’ Reule |

| Arbitro: | Schriever |

|                                                         |           |                                                 |
| Aydın 17’, 43’ Wassinger 37’ Rzatkowski 45’ Labiadh 61’ | Marcatori | 20’, 90’ (rig.) Wunderlich 30’ Kurth 67’ Mainka |

| Essen 29 maggio 2010, ore 14:00 CEST 34ª giornata | Rot-Weiss Essen | 0 – 0 referto | Magonza II | Georg-Melches-Stadion (5 415 spett.)\| Arbitro: \| Stieler \| |
| Arbitro:                                          | Stieler         |               |            |                                                               |

## Statistiche

### Statistiche di squadra
| Competizione       | Punti | In casa | In casa | In casa | In casa | In casa | In casa | In trasferta | In trasferta | In trasferta | In trasferta | In trasferta | In trasferta | Totale | Totale | Totale | Totale | Totale | Totale | DR  |
| Competizione       | Punti | G       | V       | N       | P       | Gf      | Gs      | G            | V            | N            | P            | Gf           | Gs           | G      | V      | N      | P      | Gf     | Gs     | DR  |
| ------------------ | ----- | ------- | ------- | ------- | ------- | ------- | ------- | ------------ | ------------ | ------------ | ------------ | ------------ | ------------ | ------ | ------ | ------ | ------ | ------ | ------ | --- |
| Regionalliga ovest | 52    | 17      | 7       | 5       | 5       | 20      | 15      | 17           | 7            | 5            | 5            | 24           | 17           | 34     | 14     | 10     | 10     | 44     | 32     | +12 |
| Totale             | 52    | 17      | 7       | 5       | 5       | 20      | 15      | 17           | 7            | 5            | 5            | 24           | 17           | 34     | 14     | 10     | 10     | 44     | 32     | +12 |

### Andamento in campionato
| Giornata  | 1 | 2 | 3  | 4 | 5 | 6 | 7  | 8  | 9  | 10 | 11 | 12 | 13 | 14 | 15 | 16 | 17 | 18 | 19 | 20 | 21 | 22 | 23 | 24 | 25 | 26 | 27 | 28 | 29 | 30 | 31 | 32 | 33 | 34 |
| --------- | - | - | -- | - | - | - | -- | -- | -- | -- | -- | -- | -- | -- | -- | -- | -- | -- | -- | -- | -- | -- | -- | -- | -- | -- | -- | -- | -- | -- | -- | -- | -- | -- |
| Luogo     | C | T | C  | T | C | T | C  | T  | C  | T  | T  | C  | T  | C  | T  | C  | T  | T  | C  | T  | C  | T  | C  | T  | C  | T  | C  | C  | T  | C  | T  | C  | T  | C  |
| Risultato | V | P | P  | V | P | N | P  | N  | V  | V  | N  | N  | P  | P  | V  | N  | V  | P  | V  | N  | V  | V  | N  | V  | P  | N  | V  | N  | P  | V  | V  | V  | P  | N  |
| Posizione | 2 | 8 | 12 | 8 | 9 | 9 | 12 | 13 | 10 | 9  | 9  | 9  | 12 | 14 | 10 | 10 | 8  | 10 | 7  | 7  | 5  | 5  | 5  | 4  | 4  | 5  | 4  | 4  | 6  | 6  | 6  | 4  | 6  | 5  |

Legenda:

Luogo: C = Casa; T = Trasferta. Risultato: V = Vittoria; N = Pareggio; P = Sconfitta.

### Statistiche dei giocatori
| T. Aydin          | 5  | 0  | 1 | 0 |
| I. Bendovskyi     | 13 | 0  | 3 | 0 |
| T. Brauer         | 16 | 0  | 0 | 0 |
| B. Broniszewski   | 29 | 1  | 4 | 0 |
| D. Bührer         | 32 | 0  | 6 | 0 |
| G. Cannata        | 13 | 0  | 3 | 0 |
| D. Caspers        | 5  | 0  | 0 | 0 |
| D. Chitsulo       | 14 | 1  | 1 | 0 |
| P. Dutschke       | 0  | 0  | 0 | 0 |
| L. Enzmann        | 0  | 0  | 0 | 0 |
| M. Harrer         | 0  | 0  | 0 | 0 |
| D. Heinzmann      | 23 | 1  | 4 | 0 |
| D. Herzig         | 33 | 1  | 6 | 0 |
| R. Himmelmann     | 7  | 0  | 1 | 0 |
| F. Holsing        | 5  | 0  | 1 | 0 |
| B. Karadag        | 0  | 0  | 0 | 0 |
| M. Kurth          | 28 | 2  | 5 | 0 |
| H. Lemke          | 18 | 0  | 0 | 0 |
| L. Lenz           | 2  | 0  | 0 | 0 |
| M. Lorenz         | 12 | 1  | 3 | 0 |
| A. Maczkowiak     | 27 | 0  | 1 | 0 |
| R. Mainka         | 20 | 3  | 0 | 0 |
| S. Mölders        | 18 | 14 | 1 | 0 |
| S. Neubauer       | 17 | 1  | 5 | 1 |
| M. Neumayr        | 10 | 0  | 1 | 0 |
| A. Ouédraogo      | 15 | 0  | 1 | 0 |
| P. Schnier        | 14 | 0  | 1 | 0 |
| S. Stachnik       | 29 | 7  | 4 | 0 |
| M. Stiepermann    | 5  | 0  | 0 | 0 |
| S. Tokat          | 1  | 0  | 0 | 0 |
| M. Wunderlich     | 31 | 8  | 9 | 1 |
| S. Zinke          | 29 | 2  | 4 | 2 |
| K. von der Gathen | 0  | 0  | 0 | 0 |